# Norwegische Meisterschaften in der Nordischen Kombination 2017/18

Norwegischer Skiverbund

Die norwegischen Meisterschaften in der Nordischen Kombination 2017/18 fanden an zwei Wochenenden statt. So wurde der Sprint und der Gundersen-Wettkampf der Männer am 18. und 19. November 2017 in Oslo und Beitostølen ausgetragen, während der Massenstart und Teamsprint sowie der Gundersen-Wettkampf der Frauen am 6. und 7. April 2018 in Trysil stattfanden. Die Wettkampfstätten waren der Midtstubakken, die Beitostølen Skiarena sowie die Lerberget-Mittelschanze.
Mikko Kokslien wurde Doppelmeister im Sprint sowie im Einzel über 10 Kilometer, indem er sich zweimal im Zielsprint von Jørgen Graabak absetzen konnte. Jarl Magnus Riiber, der an den Gundersen-Wettkämpfen nicht teilgenommen hatte, gewann den Massenstart. Den Teamsprint entschied das Duo Magnus Moan und Jan Schmid aus Sør-Trøndelag für sich. Bei den Frauen gewann Gyda Westvold Hansen ihren ersten Meistertitel.

## Ergebnisse Männer

### Sprint (K 95 / 5 km)
Der Sprint fand am 18. November 2017 statt. Der Sprunglauf wurde auf dem Midtstubakken in Oslo veranstaltet, wohingegen die zwei Runden à 2500 Meter in Beitostølen gelaufen wurden. Es kamen 33 Athleten in die Wertung. Den besten Sprung zeigte Simen Kvarstad, während Mikko Kokslien die beste Laufzeit vorweisen konnte.
| Platz | Name                 | Verein          | Sprungpunkte | Laufzeit | Rückstand |
| ----- | -------------------- | --------------- | ------------ | -------- | --------- |
| 01.   | Mikko Kokslien       | Søre Ål IL      | 116,8        | 12:10.5  |           |
| 02.   | Jørgen Graabak       | Byåsen IL       | 118,3        | 12:16.8  | +000.3    |
| 03.   | Espen Andersen       | Lommedalen IL   | 123,8        | 12:47.5  | +009.0    |
| 04.   | Jan Schmid           | Sjetne IL       | 113,3        | 12:15.7  | +019.2    |
| 05.   | Sindre Ure Søtvik    | Eldar IL        | 120,8        | 12:51.4  | +024.9    |
| 06.   | Harald Johnas Riiber | IL Heming       | 121,5        | 13:06.8  | +037.3    |
| 07.   | Magnus Moan          | Byåsen IL       | 111,3        | 12:34.5  | +046.0    |
| 08.   | Espen Bjørnstad      | Byaasen Skiklub | 117,0        | 13:03.4  | +051.9    |
| 09.   | Simen Kvarstad       | Byåsen IL       | 125,0        | 13:47.7  | +1:04.2   |
| 10.   | Einar Lurås Oftebro  | IL Jardar       | 110,5        | 12:55.7  | +1:10.2   |

### Gundersen (K 95 / 10 km)
Der Einzelwettkampf in der Gundersen-Methode fand am 19. November 2017 in Oslo und Beitostølen statt. Es gingen 33 Athleten an den Start, jedoch kamen drei davon nicht in die Wertung. Norwegischer Meister wurde Mikko Kokslien.
| Platz | Name                | Verein          | Sprungpunkte | Laufzeit | Rückstand |
| ----- | ------------------- | --------------- | ------------ | -------- | --------- |
| 01.   | Mikko Kokslien      | Søre Ål IL      | 106,5        | 23:24.3  |           |
| 02.   | Jørgen Graabak      | Byåsen IL       | 107,5        | 23:29.5  | +001.2    |
| 03.   | Jan Schmid          | Sjetne IL       | 106,0        | 23:29.5  | +007.2    |
| 04.   | Magnus Moan         | Byåsen IL       | 105,0        | 23:32.1  | +013.8    |
| 05.   | Espen Andersen      | Lommedalens IL  | 117,5        | 24:30.4  | +022.1    |
| 06.   | Truls Johansen      | Elverum Hopp    | 103,0        | 23:58.2  | +047.9    |
| 07.   | Sindre Ure Søtvik   | Eldar IL        | 118,5        | 25:16.4  | +1:04.1   |
| 08.   | Espen Bjørnstad     | Byaasen Skiklub | 104,0        | 24:46.1  | +1:31.8   |
| 09.   | Emil Vilhelmsen     | Mosjøen IL      | 098,0        | 24:31.3  | +1:41.0   |
| 10.   | Einar Lurås Oftebro | IL Jardar       | 111,5        | 25:37.0  | +1:52.7   |

### Massenstart (10 km / K 70)
Der Massenstart fand am 6. April 2018 in Trysil statt. Es kamen 34 Athleten in die Wertung. Meister wurde Jarl Magnus Riiber, der die beste Sprungleistung zeigte. Lars Buraas konnte seine Führung nach dem Langlauf nicht verteidigen und wurde schließlich Siebter.
| Platz | Name                  | Verein       | Gesamtpunktzahl |
| ----- | --------------------- | ------------ | --------------- |
| 01.   | Jarl Magnus Riiber    | IL Heming    | 234,6           |
| 02.   | Jens Lurås Oftebro    | IL Jardar    | 220,7           |
| 03.   | Leif Torbjørn Næsvold | Røykenhopp   | 210,7           |
| 04.   | Magnus Moan           | Byåsen IL    | 207,7           |
| 05.   | Magnus Krog           | Høydalsmo IL | 207,1           |
| 06.   | Truls Johansen        | Elverum Hopp | 202,9           |
| 07.   | Lars Buraas           | Hurdal IL    | 202,4           |
| 08.   | Jan Schmid            | Sjetne IL    | 190,0           |
| 09.   | Lars Ivar Skårset     | Søre Ål IL   | 185,9           |
| 10.   | Simen Kvarstad        | Byåsen IL    | 179,0           |

### Teamsprint
Der Teamsprint fand am 7. April 2018 in Trysil statt.
| Platz | Team              | Name                                 | Verein                    | Sprungpunkte | Laufzeit | Rückstand |
| ----- | ----------------- | ------------------------------------ | ------------------------- | ------------ | -------- | --------- |
| 01.   | Sør-Trøndelag I   | Magnus Moan Jan Schmid               | Byåsen IL Sjetne IL       | 102,9        | 43:49    |           |
| 02.   | Akershus I        | Lars Buraas Jens Lurås Oftebro       | Hurdal IL IL Jardar       | 106,9        | 44:43    | +0:37     |
| 03.   | Sør-Trøndelag II  | Simen Kvarstad Espen Bjørnstad       | Byåsen IL Byaasen Skiklub | 106,1        | 46:58    | +2:56     |
| 04.   | Oslo I            | Viktor Eriksen Jarl Magnus Riiber    | Bækkelagets SK IL Heming  | 097,0        | 46:23    | +2:57     |
| 05.   | Møre og Romsdal I | Aleksander Skoglund Andreas Skoglund | Molde og Omegn IF         | 090,3        | 45:59    | +2:59     |

## Ergebnisse Frauen

### Gundersen (K 70 / 5 km)
Der Einzelwettkampf in der Gundersen-Methode fand am 7. April 2018 in Trysil statt. Es gingen acht Athletinnen an den Start. Norwegische Meisterin wurde Gyda Westvold Hansen.
| Platz | Name                 | Verein                  | Sprungpunkte | Laufzeit | Rückstand |
| ----- | -------------------- | ----------------------- | ------------ | -------- | --------- |
| 01.   | Gyda Westvold Hansen | IL Nansen               | 090,4        | 17:03    |           |
| 02.   | Thea Minyan Bjørseth | Lensbygda Sportsklubb   | 106,3        | 18:21    | +0:13     |
| 03.   | Oda Leiråmo          | Bossmo & Yttern IL      | 062,2        | 17:04    | +1:53     |
| 04.   | Ida Marie Hagen      | Haslum IL               | 049,1        | 16:13    | +1:54     |
| 05.   | Marte Leinan Lund    | Tolga IL                | 074,1        | 17:55    | +1:57     |
| 06.   | Mathilde Oustad      | Furnes Skiløperforening | 067,6        | 17:41    | +2:08     |
| 07.   | Mari Leinan Lund     | Tolga IL                | 069,4        | 17:49    | +2:09     |
| 08.   | Thea Øihaugen        | Gausdal Skilag          | 059,4        | 17:54    | +2:55     |